# ワークワーク
『Wāqwāq』（ワークワーク）は、藤崎竜による日本の漫画作品。藤崎にとって本作は週刊少年ジャンプでの４作品目の連載となる。

## あらすじ
砂漠が一面に広がる世界「ワークワーク」では、「黒い血の人間」と呼ばれる人々が集落を作って生活していた。村の外は多数の機械が黒い血の人間を抹殺するために徘徊しており、「防人」と呼ばれる戦士達が機械から黒い血の人間を守っていた。
その世界に突如連れて来られた少女・松田は、ワークワークの住民にいつか救いを与えるという「赤い血の神」と呼ばれる存在であった。自らが置かれた状況も分からず途方にくれる松田を中心に、「防人」が各々の願いを叶えるために争う。

## 舞台・用語
ワークワーク
本作品の舞台で、「黒い血の人間」と呼ばれる人々が住んでいる世界。一面に砂漠が広がり、壱の村・弐の村などの集落が点在している。多数の機械が黒い血の人間を抹殺するために徘徊しており、黒い血の人間は機械から隠れるように生活している。ワークワークの中央には「蜘蛛の糸」とよばれる巨大な建造物が空から延びている。
黒い血の人間
ワークワークの住人で、黒い血液をしている。黒い血の人間から護神像に選ばれたものが「防人」となり、機械から住人達を守る。防人以外の黒い血の人間は、「赤い血の神」に対して憎悪を抱いている。赤い血の神の血液を施されることにより、その憎しみから解放されるだけでなく、怪我や病気も治り、身体能力も強化される。身体が少しずつ機械に侵食されていく機械病（きかいびょう）という先天性の病気を持つ者がいる。
正体は遥か昔に存在した赤き血の人間が生み出した人造人間。最初に自我を持ったのがヨキであり、彼らの反乱が先史文明の崩壊を引き起こし、現在の世界「ワークワーク」に至る要因となった。
防人（さきもり）
「護神像」に選ばれ、護神像と合体することで得た強大な力で機械から人々を守る役目を担った黒い血の人間。防人は7人存在し、尊敬の対象となっている。防人は死亡あるいは瀕死の重傷を負った際、自分が今まで習得してきた技術を「護神像」に保存して次の防人に継承する「引き継ぎ」のために、自らの護神像に捕食される。
防人同士が争い合った場合、護神像と合体している時に受けたダメージの大半は護神像が受けるため、負けた防人の護神像は、勝った防人の護神像に捕食される。捕食だけでは他の防人の護神像は新たな防人には従わないが、護神像に詰まった願いを受け入れることで、その護神像に認められ、力を使うことが可能になる。
護神像（ごじんぞう）
黒い血の人間と分子的に融合する力を持った古代文明の遺産で、全部で7基存在する。それぞれ固有の形と能力を持つ。防人と合体して力を与えるほか、護神像自身も戦闘能力を持つ。護神像は自我を持ち、自らを従えるに値する願いを持った人間を防人に選び、その力を貸す。その実体は願いを貯蔵する装置であり、これまでに合体してきた防人や捕食した機械の願いを貯め込んでいた。
赤い血の神
「いつかワークワークに現れ、黒い血の人間を救う」といわれている伝説の存在。赤い血の神から流れる血液は、黒い血の人間や機械に対して様々な影響力を持っている。ワークワークに連れてこられた松田は、最初は赤い血の神として崇められたが、黒い血の人間の憎悪を呼び起こして彼らの迫害を受けた。
正体は遥か昔に栄えた先史文明の人間そのもの。黒い血の人間を作り出したが、自我に目覚めた彼らとの戦争の結果、黒い血の人間が作り出したウイルスにより、コトを除いて絶滅した。そのため別世界から松田を召喚した。
機械（きかい）
ワークワークに無数存在しており、大きさや形状は様々で、飛行やミサイルやビームなど高い殺傷力の兵器を備えている。また、多数の機械が合体して巨大なひとつの機械になることもできる。黒い血の人間を襲うようにプログラムされており、黒い血の人間を発見すると襲いかかってくる。赤い血の神の血液に触れると、それ以降は黒い血の人間を襲わなくなる。
蜘蛛の糸（くものいと）
ワークワークの空から地面に向かって聳えている円柱状の巨大建造物。祭壇にほかの全ての護神像を捕食した護神像と神の血を捧げることによって、その防人の願いを叶えるとされる。赤き血の人間が黒い血の人間を滅ぼすために作り出した切り札であったが、赤き血の人間が滅亡し、完成させることはできなかった。内部には後述の「参賢者」がいる。

## 登場人物

### 主要人物
シオ
本作品の主人公。12歳。一人称は「もれ」。巨大な機械の巨人と戦って死亡した父親に代わり、護神像・アールマティに新たな防人として選ばれた少年である。天真爛漫で心優しく、破壊された機械に対しても念仏を祈るなど、機械に対しても優しさを持っている。松田が機械を赤き血の人間の支配から解き放ったため、機械と友達になったことから、松田なら機械を倒す必要の無い世界をもたらしてくれると信じている。
松田（まつだ）
別世界からワークワークに連れて来られた日本人の少女。学校の制服姿で携帯電話を所持している。内向的だが、争いを好まない心優しい性格。倒れていたところをシオが発見して、「赤き血の神」として七の村に保護されたが、七の村の人々の憎悪を呼んだことから迫害される。その後も赤き血の神として方々から狙われることになる。

### 防人
シオ
主要人物を参照。
カーフ
護神像はクシャスラ。着物を着た青年で肩に刺青がある。クシャスラと合体していない状態でも巨大な機械を蹴り技で破壊するなど、高い身体能力を持っている。松田を狙ってシオ達に襲いかかる。後にヨキの襲撃を受け、敗北してクシャスラを奪われる。
レオ / レオナルド・エディアール
護神像はアシャ。目に大きなクマがあり、刀を所持している。かつて伍の村で暮らしていたが、両親を目の前で機械に殺され、その憎しみから偏頭痛に苛まれることになる。アシャに選ばれて防人となり、機械を壊すことで一時的に偏頭痛が治まるが、すぐに再発する。顔つきも変貌し、機械が全て消えないと偏頭痛が治らないと考え、無差別に機械を破壊し続けている。シオに敗北してアシャを失った後、松田の血を受けたことで偏頭痛とクマが完治した。以降はアシャを取り戻すため、シオと行動を共にする。
ドレクセル
護神像はアムルタート。六の村を支配している防人。巨漢で頭部に王冠を載せている。傍若無人な性格で、自分のためだけに護神像の力を利用しており、住民からも忌み嫌われている。
アラン・イームズ
護神像はウォフ・マナフ。眼鏡をかけた青年。知的好奇心が高く、世界のすべてを知るために旅をしている。カーフの襲撃を受け、ウォフ・マナフを奪われる。
ノール
護神像はハルワタート。女性のような顔立ちをしている青年で、アランやフランは女性だと勘違いした。レオとは面識がある。ネガティブで思い込みの激しいところがあり、弟であるミールの機械病を治すために防人になった。シオに襲い掛かるが、返り討ちに遭う。
ヨキ
七の村の医者で、アルの親友。その正体は参賢者の一人「黒き血の賢者」であり、スプンタ・マンユに選ばれた最初の防人でもある。作中の2000年前、赤き血の人間によって作られた黒い血の人間の中で、最初に自我が芽生えた。赤き血の人間や彼らが作り出した機械と戦い、先史文明の崩壊から生き延びた後にコトとキクに出会い、彼らの持ちかけた防人と護神像と蜘蛛の糸を使った世界再建計画に疑いを持ちつつもあえて乗り、三賢者を名乗るようになる。

#### 護神像
護神像にはNo.1からNo.7まで番号が振られている。
スプンタ・マンユ
護神像No.1。純白の護神像。最初にして最強の護神像とも言われる。能面のような頭部に丸い胴体をしている。相手の心の弱さを突く姿に変身する能力を持つ。戦闘時は、周囲の空間に複数の光の手を作り出して攻撃する「千手」で戦う。
ウォフ・マナフ
護神像No.2。獣の護神像。縞模様の獣のような外見をしている。角を取り外し、ブーメランとして飛ばすことができる。アランが所持していたが、アランがカーフに敗北した後、クシャスラによって粉々にされて捕食された。
アシャ
護神像No.3。炎の護神像。機械から伍の村を守っていた防人が老死した後、両親を惨殺されたレオが抱いた願いを察知して引き継ぎを行った。周囲に4つの球体が浮いている。手から火炎球を発射したり、炎の剣を作ることができる。また、レオに「火竜咆哮」や「飛燕の太刀」などの格闘術を教えた。
アールマティ
護神像No.4。大地の護神像。アルが瀕死の重傷を負ったことでシオに引き継がれた。その際にシオに合わせて若干デザインが変わり、サイズも小さくなった。左手がハサミのように割けて大きな口のようになり、噛み付いたり、物を食べたり、食べた物を吐き出すなどの攻撃を行う。ほかにも防壁を展開する「硬化」や、装甲を左腕のみに集中させて攻撃力を高めるがリスクが大きい「特攻形」などの能力を持つ。
クシャスラ
護神像No.5。天空の護神像。多数の分身を生み出すことができる。また、分身が一体でも無事である場合はほかの分身が致命傷を受けても死ぬことはない。そのほかに、竜巻を用いたワープや飛行なども可能である。護神像を捕食する時は風で粉々に砕いた後に吸引する。カーフが所持していたが、ヨキとの戦いに敗北し、スプンタ・マンユに捕食された。
ハルワタート
護神像No.6。水の護神像。水を操る力を持ち、水を相手に纏わせたり、高圧の水で貫くことで相手を攻撃する。水が大量にある場所で高い戦闘力を発揮するが、空気中の水分を集めることも可能である。周囲に水が無い場合は自身の体にある水を使って攻撃を行う。
アムルタート
護神像No.7。植物の護神像。頭に生えた触手を伸ばして攻撃するほか、周囲に根を張ることで水分や相手の生気を吸い取ることが出来る。ドレクセルの敗北後、分離して逃亡しようとしたが、アールマティに捕食された。

### 参賢者
ヨキ
黒い血の賢者。防人を参照。
コト
赤い血の賢者。黒い影のような外見をしている。松田をワークワークに召喚した張本人。2000年前の戦いで、赤い血の人間の中で唯一生き延びた。肉体は「蜘蛛の糸」に保存されており、意識だけを影のように動かしている。傲慢な性格であり、かつて繁栄した赤き血の人間を「神」と名乗らせ、機械を蔑み、黒い血の人間を憎んでいる。
キク
機械の賢者。唯一知能を与えられた機械で、機械生命の中では唯一人間に近い外見をしている。2000年前の戦いが起こった頃に造られ、機械達の指揮官として黒い血の人間たちと戦った。戦いの後は蜘蛛の糸でコトの肉体を守りつつ、機械や護神像を通じて防人達の動向を監視している。赤い血の神の命令には絶対服従するようプログラムされているが、傍若無人な性格のコトと、争いを嫌う松田の2人の赤い血の神の相反する願いの板ばさみにあう。

### その他
プラ / プラテリーナ8世
腹部に描かれているプラスチックの識別マーク(プラマーク)から松田が「プラ」と命名した。外見は可愛らしいが、頭部が変形して砲台になる。ほかの機械と同じように黒い血の人間であるシオに襲いかかるが、松田の血に触れたことで、機械の本能から解放されてシオと友好的になった。発声機能はなく「チー」と鳴くことしかできないが、人間の言葉は理解しており、携帯電話のメールを使って会話が可能である。同じタイプの機械が数多く生息しており、模様や形も様々である。
フラン・フランク
六の村の少年。防人に憧れており、シオ達に同行する。防人になるため、フランク家に代々伝わる古文書（実際はギャグ漫画）を独自解釈しており、忍術を習得している。
アル・イドリーシ
シオの父。巨大な機械の塊からシオ達を守るために命を落とす。
ミール
ノールの弟で、兄とは逆に前向きな性格。九の村で暮らしている。機械病に侵されているが、死ぬことはないうえに足がジェットエンジンのようになっていて空を飛べるため、ノールの不安とは裏腹に快活で、村の子供達からは羨望の眼差しで見られていた。

## 書誌情報

### 単行本
1. 天国とは神のおわすことなり ISBN 4-08-873766-0 / ISBN 978-4-0887-3766-9
2. 参賢者 ISBN 4-08-873785-7 / ISBN 978-4-0887-3785-0
3. 不滅なる利益者達 ISBN 4-08-873811-X / ISBN 978-4-0887-3811-6
4. 願い叶いし ISBN 4-08-873846-2 / ISBN 978-4-0887-3846-8

### 文庫本
1. ISBN 4-0861-8841-4 / ISBN 978-4-0861-8841-8
2. ISBN 4-0861-8842-2 / ISBN 978-4-0861-8842-5
3. ISBN 4-0861-8843-0 / ISBN 978-4-0861-8843-2